# پرت اند ویتنی تی‌اف۳۰

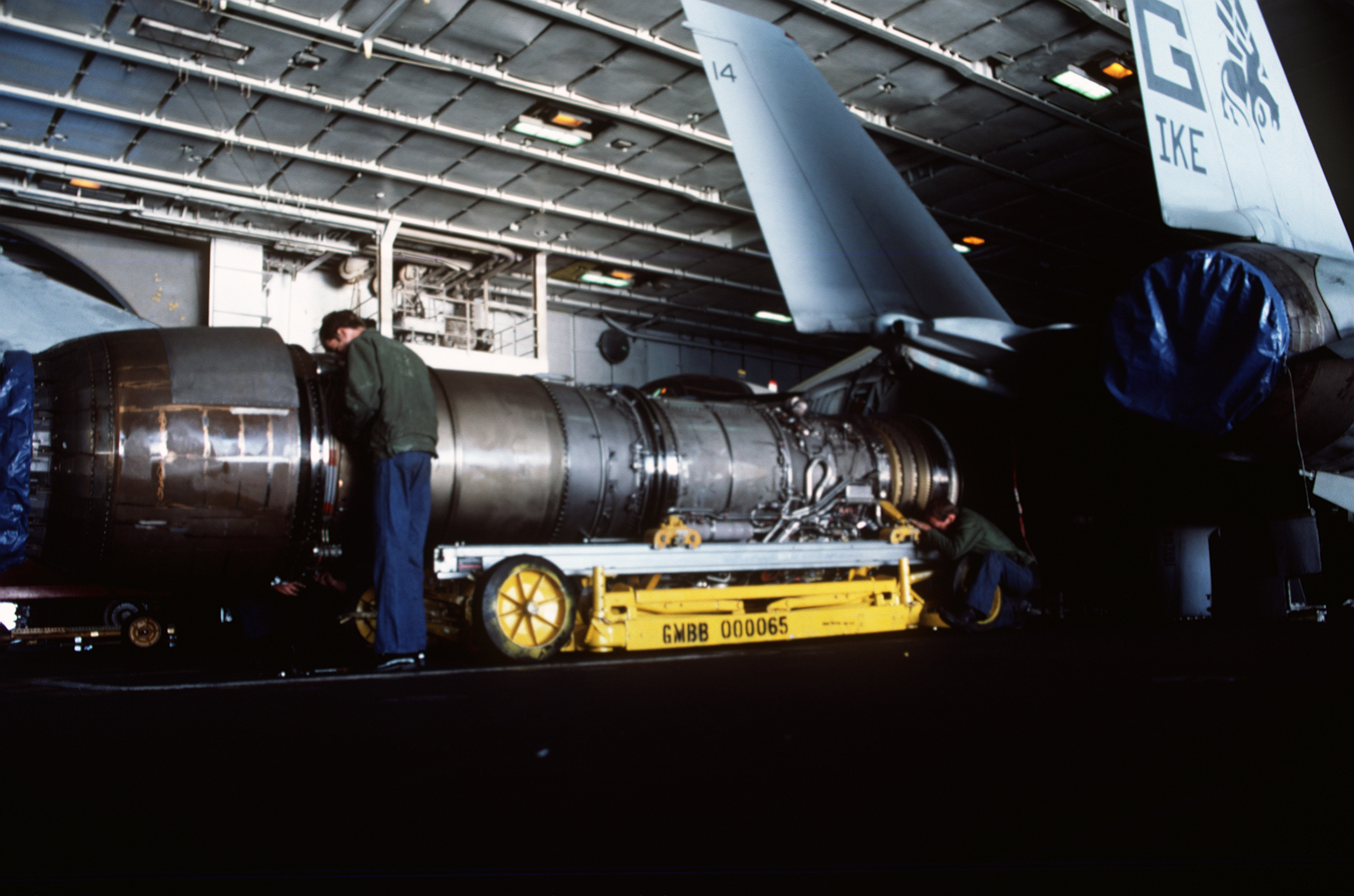
پرت و ویتنی تی‌اف۳۰ در حال جاگذاری شدن در یک اف-۱۴ تامکت در یک ناو جنگی.

پرت اند ویتنی تی‌اف۳۰ موتور توربوفن از نوع low-bypass بدون پس‌سوز بود که توسط شرکت پرت و ویتنی برای استفاده در جنگنده اف-۶ میسایلیر طراحی شد؛ ولی پروژه ساخت این جنگنده لغو شد و شرکت پرت اند ویتنی قابلیت حالت پس سوز را برای رسیدن به سرعت زبرصوت به این موتور اضافه کرد تا اولین موتور توربوفن دارای حالت پس سوز شود. از این موتور در جنگندهٔ جنرال داینمیکس اف-۱۱۱ و نخستین سری از جنگندهٔ اف-۱۴ تام‌کت استفاده شد و مدل بدون پس‌سوز آن نیز در جنگندهٔ حمله به زمین ای-۷ کرسر ۲ به کار رفت. خط تولید این موتور در سال ۱۹۸۶ متوقف شد.

## پیشینهٔ طراحی و توسعه
در سال ۱۹۵۸ شرکت هواپیماسازی داگلاس پیشنهاد یک موتور کوچک را داد تا یک هواپیمای مسافربری چهارموتوره و جدید را طراحی و تولید کنند. قرار بود که این هواپیما از داگلاس دی‌سی-۸ کوچکتر باشد. شرکت داگلاس تصمیم گرفت از موتورهای توربوفن استفاده کند که هم بازدهٔ بالاتری داشتند و هم مصرف سوخت کمتری نسبت به یک موتور توربوجت داشتند. شرکت پرت اند ویتنی یک نیم‌اندازه از موتور تازه‌ساختش به نام پرت اند ویتنی جی‌تی۸دی را با نام پرت اند ویتنی جی۵۲ پیشنهاد کرد تا با این روش یک موتور با نصف قدرت موتور نامبرده تولید بشود. توسعهٔ این طراحی در سال ۱۹۵۹ آغاز شد. و از هستهٔ موتور جی‌تی۸ استفاده شد. داگلاس قصد داشت با محصول جدید خود، به رقابت بوئینگ ۷۲۷ برود که تازه به بازار معرفی شده بود. بدین تریتب موتور تی‌اف۳۰ ساخته شد.

در سال ۱۹۶۰ نیروی دریایی آمریکا موتور تی‌اف۳۰پی۱ را برای داگلاس اف۶دی میسایلیر برگزید ولی پروژه در سال ۱۹۶۱ لغو شد. درهرصورت نیروی هوایی آمریکا این موتور را برای هواپیمای جنرال داینمیکس اف-۱۱۱ خود برگزید.

## پیشینهٔ عملیاتی

### اف-۱۱۱
اف-۱۱۱ آردوارک از این موتور بهره می‌برده‌است. این موتور در بخش ورودی هوای هواپیما (اینلِت) با این بدنه ناسازگاری داشته‌است. دلیل ناسازگاری این بود که ورودی هوای موتور، عقب‌تر از تلاطم جریان هوای ایجاد شده توسط بال نصب شده بودند. این موضوع باعث می‌شد که هوا به خوبی به موتور نرسد. در مدل‌های جدیدتر از اف-۱۱۱ ورودی هوا دوباره طراحی شد و همچنین از مدل قوی‌تری از موتور تی‌اف۳۰ بهره بردند.

### اِی-۷
در سال ۱۹۶۴، نیروی دریایی آمریکا تصمیم گرفت تا ای-۴ اسکای‌هاوک را بازنشسته کند. بعد از مقایسه‌ها، هواپیمای ای-۷ کرسر رقبا را شکست داده و بعنوان هواپیمای جایگزین برگزیده شد. در آغاز تصمیم گرفتند تا آن را با موتور تی‌اف-۳۰ تولید کنند ولی پس از مقایسهٔ این موتور با موتور قوی‌تری به نام تی‌اف۴۱، این هواپیما با یک عدد موتور تی‌اف-۴۱ بدون پس‌سوز تولید شد. از آنجایی که اسکای‌هاوک یک هواپیمای پشتیبانی نزدیک بود، نیازی به پس‌سوز نداشته‌است.

## اف۱۴ تامکت
گرومن اف-۱۴ تام‌کت با موتور TF30-P-414A ارائه شد که توان پایینی نسبت به وزن بالای تامکت داشت. این موضوع باعث شد که تامکت هواپیمای چابکی نباشد. نیروی دریایی آمریکا قصد داشت هواپیمایی را به خدمت بگیرد که نسبت نیرو به وزن بالایی داشته باشد؛ بنابراین نسبت یک به یک را برای اینکار درنظر گرفت. نیروی هوایی آمریکا نیز در آن زمان همین نگرش را درمورد اف-۱۵ ایگل و اف-۱۶ فالکن داشته‌است. از آنجایی که نسخهٔ اف-۱۱۱ آردوارک برای نیروی دریایی با شکست کامل مواجه شد، نیروی دریایی تصمیم گرفت برای سری نخست اف-۱۴ از موتور جنگندهٔ اف-۱۱۱ آردوارک (تی‌اف۳۰) بهره ببرد تا به این صورت به‌طور موقت از هزینه‌های بیشتر پرهیز کند. اینگونه بود که نسخه A جنگنده اف_۱۴ با موتور جنگنده‌های اف-۱۱۱-بی تولید شد. با به‌کارگیری این موتور، نسبت نیرو به وزن در اف-۱۴ برابر با نسبت نیرو به وزن در اف-۴ فانتوم بود. گرچه بدنهٔ بهتر و بالهای بلندتر باعث شدند که نیروی برآر و اوج‌گیری بهتری نسبت به اف-۴ داشته باشد. در ادامه مشخص شد که موتور تی‌اف۳۰ برای نیروی هوایی بسیار کم‌توان است و مشکل واماندگی کمپرسور دارد که در زاویه حمله بالا (AOA) اگر تراتل با شدت حرکت کند، این موتور ضعف خود را نشان می‌دهد و دچار واماندگی می‌شود. از آنجایی که نازل موتورهای تامکت به میزان زیادی از یکدیگر فاصله دارند، واماندگی کمپرسور در AOA شدید، بسیار خطرناک خواهد بود. زیرا درصورت بروز چنین حالتی، یکی از موتورها کم‌توان می‌شود و «رانش ناهمسان» ایجاد خواهد شد. این مشکل می‌تواند تامکت را به یک چرخش به دور خود حول محور قدی (Inverted) یا طولی (Upright) بکشاند. در این صورت بازگردانی پایداری بسیار دشوار خواهد بود. با این وجود این موتور همچنان توانایی مانور برای فرار از موشک‌های دشمن را دارد و می‌تواند برای پشتیبانی نزدیک هوایی مورد استفاده قرار بگیرد. هواپیماهای اف-۱۱۱ نیروی هوایی آمریکا و استرالیا، با اینکه برای نیروی هوایی ساخته شده بودند، ولی به دلیل عدم توانایی موتور، بعنوان پشتیبانی نزدیک به‌کار می‌رفتند. با اینحال در دهه ۱۹۶۰ میلادی، هواپیمای اف-۱۴ با موتور تی‌اف۳۰ تولید شد و اف-۱۴-A نام‌گرفت.
در سال ۱۹۸۴ افسر اطلاعاتی نیروی دریایی آمریکا «جان لمن جونیور» در مصاحبه با «والتر پینکس» خبرنگار واشینگتن‌پست گفت:
موتوری که در هواپیمای ۲۰ میلیون دلاری اف-۱۴ نصب شده، به قدری «افتضاح» است که نیروی دریایی آمریکا تا سال ۱۹۸۴ شمار ۲۴ سانحه را تجربه کرده که آخرین سقوط آن مربوط به یک هفته پیش در دریای عرب بوده‌است. امروز هر موتور پرت اند ویتنی تی‌اف۳۰ قیمتی برابر با ۲/۵ میلیون دلار دارد و مسئولان شاخهٔ پرت اند ویتنی در شرکت یونایتد تکنولوژی تقریباً پس از پرواز اولین اف-۱۴ از این موضوع آگاهی پیدا کردند که در کنگره نیز سر و صدای زیادی به پا کرد. نیروی دریایی پیشاپیش ۱۴۱۸ موتور تی‌اف-۳۰ خریده بود و به‌حدی از این شرایط آشفته شده بود که تصمیم گرفت یک موتور جدید را به جنرال الکتریک سفارش بدهد. موتور تی‌اف-۳۰ خیلی زود فرسوده می‌شود.
پیشتر در بهار سال ۱۹۸۴ این افسر نیروی دریایی به یکی از نمایندگان مجلس آمریکا گفته بود:
موتور تی‌اف۳۰ احتمالاً بدترین موتور در تاریخ نیروی دریایی آمریکا بحساب می‌آید. تی‌اف۳۰ به حدی «افتضاح» است که به‌تنهایی مسئول ۲۸٫۲ درصد از سانحه‌های هوایی برای تامکت بحساب می‌آید. هرچقدر زودتر از شر این موتور خلاص بشویم، من خوشحال‌تر خواهم بود. به گمانم خبر خوب اینجاست که همهٔ تامکت‌های ایرانی هم دارای موتور تی‌اف-۳۰ هستند.
سروان «لی تیلوتسون» هماهنگ کنندهٔ پروژهٔ اف-۱۴ و فرمانده اسکادران یواس‌اس انترپرایز گفت:
به گمانم جای هیچ پرسشی باقی نیست که مشکل موتوری بزرگترین خطر برای یک خلبان در صحنهٔ نبرد است. چون احتمال زیادی وجود خواهد داشت که موتور دچار واماندگی کمپرسور شود. در آموزش خلبانی، در همان آغاز درس به خلبانان آموزش داده می‌شود که پیش از اینکه به فکر پرواز هواپیما باشند، باید به فکر «پرواز موتور» باشند. خلبان باید همیشه حواسش جمع باشد که چه‌میزان به تراتل فشار می‌آورد. به گمانم در نیروی دریایی به این منطق رسیدیم که چون موتور تی‌اف-۳۰ دارای مشکلات است، بجای اینکه به داگفایت روی بیاوریم مجبوریم از راه دور بوسیلهٔ موشک دوربرد با دشمن درگیر شویم؛ ولی درهرصورت در صحنهٔ نبرد در بسیاری از مواقع مجبور خواهید شد «چشم در چشم» با دشمن روبرو شوید.
در پایان این دهه، وزارت دفاع آمریکا تصمیم گرفت تا این موتور را بازنشسته کند و موتوری با نام جنرال الکتریک اف۱۱۰ به این منظور ساخته شد. قرار بود این موتور جدید در بروزرسانی از اف-۱۴ با نام «اف-۱۴-A پلاس» نصب شود. مدل A پلاس در سال ۱۹۸۸ با نام جدید اف-۱۴-B به ناوگان دریایی آمریکا تحویل داده شد. موتور اف۱۱۰ مشکل بی‌اعتمادی به موتور را به‌کلی برطرف کرد و همچنین ۳۰درصد رانش بیشتری نسبت به تی‌اف۳۰ داشت. این موتور توانست نیاز نیروی دریایی را برطرف کند و نسبت نیرو به وزن یک به یک (۱:۱) را در حالت خشک (بدون پس‌سوز) به ارمغان آورد. اف-۱۴-D نیز از موتور جنرال الکتریک اف۱۱۰ بهره می‌برد.

## نگارخانه

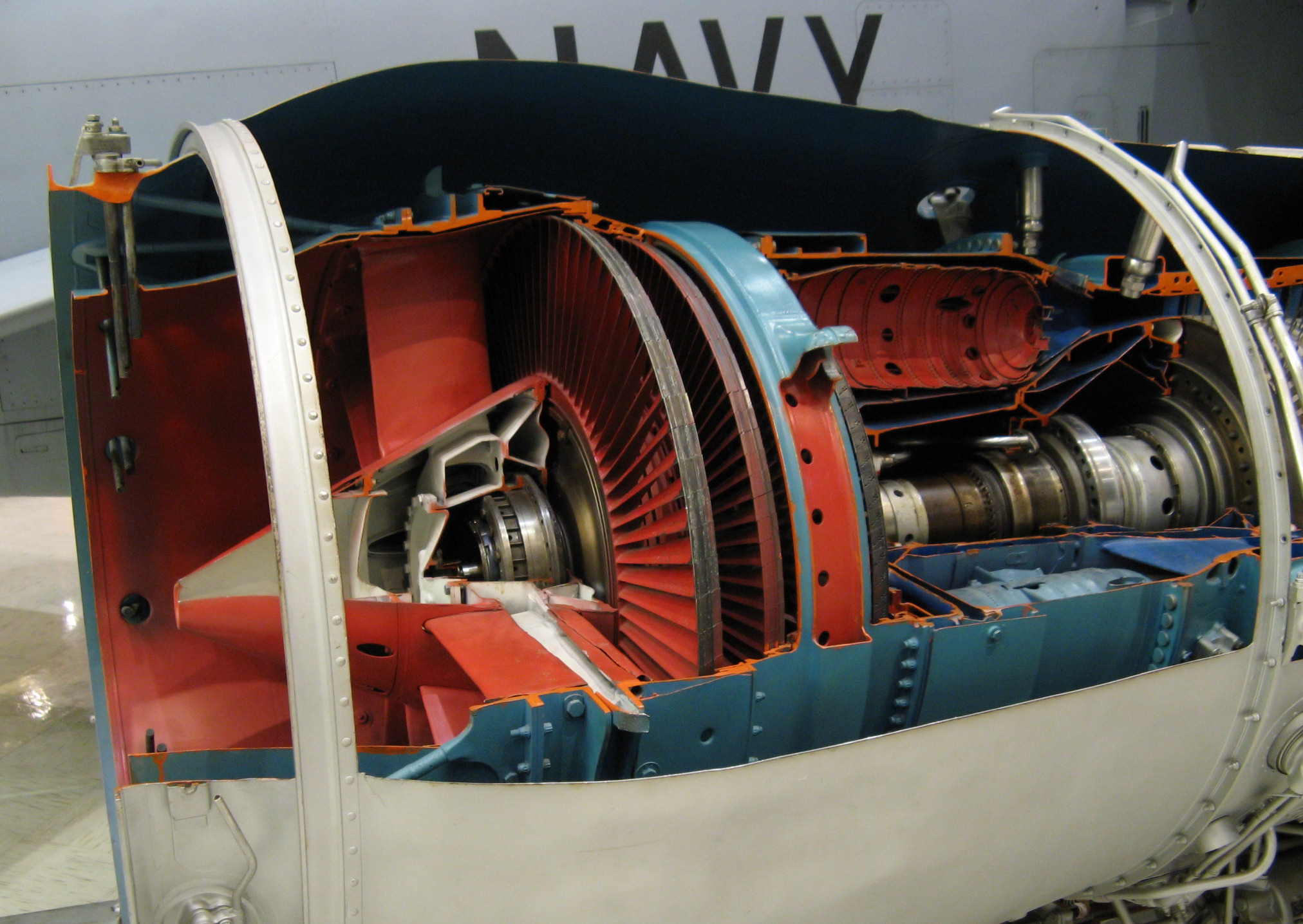
محفظه احتراق و توربین
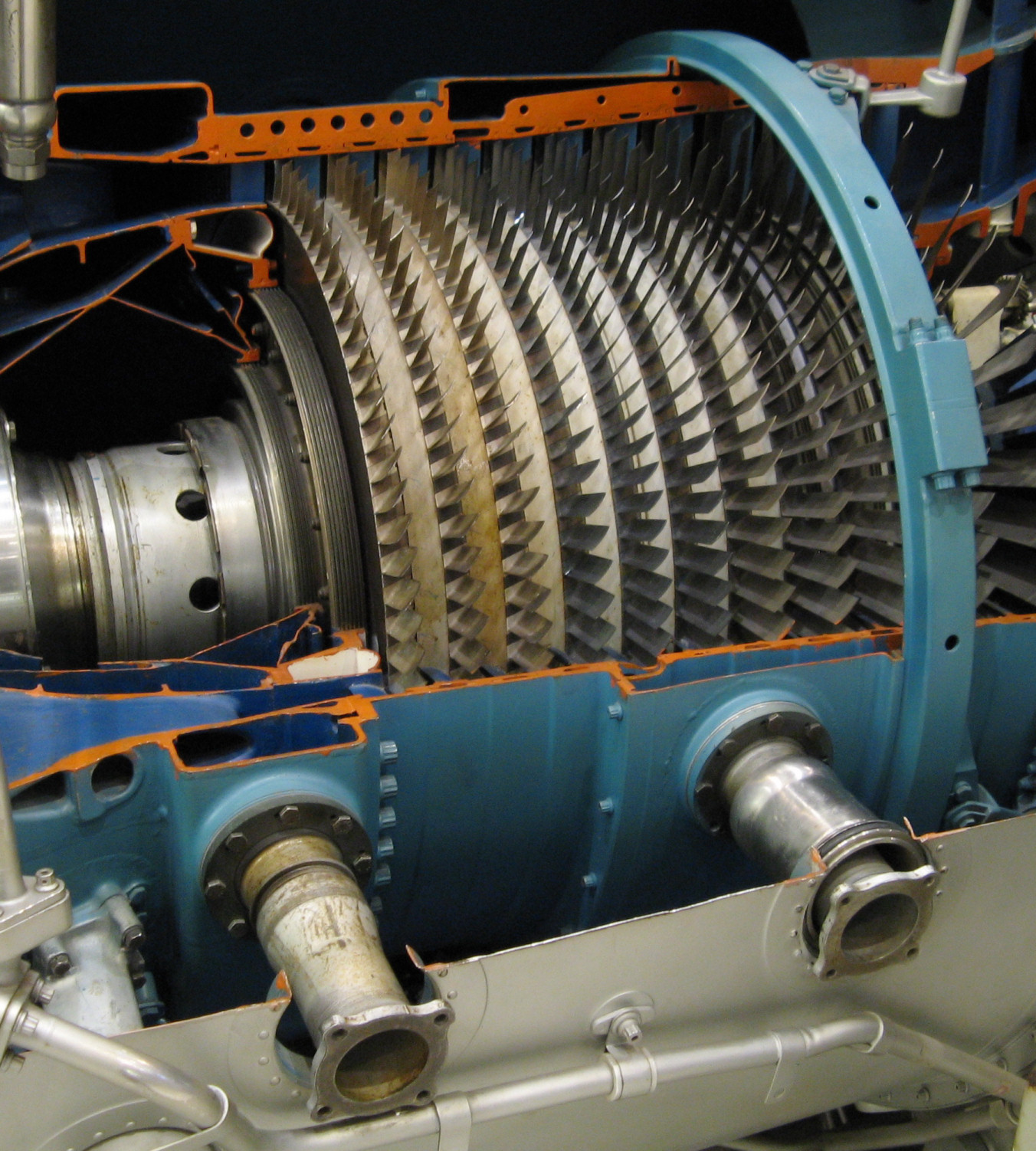
کمپرسور فشار بالا
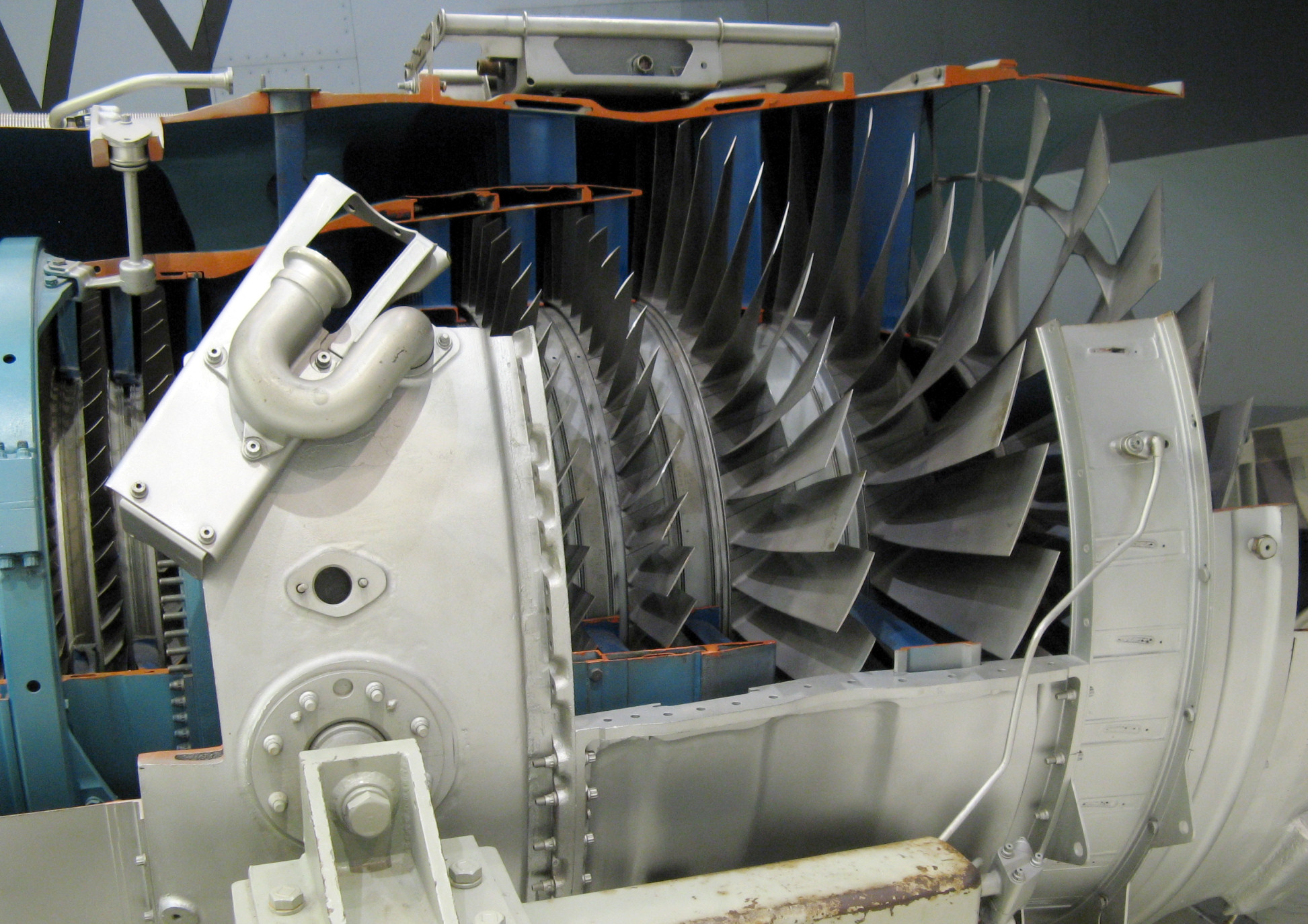
کمپرسور اصلی
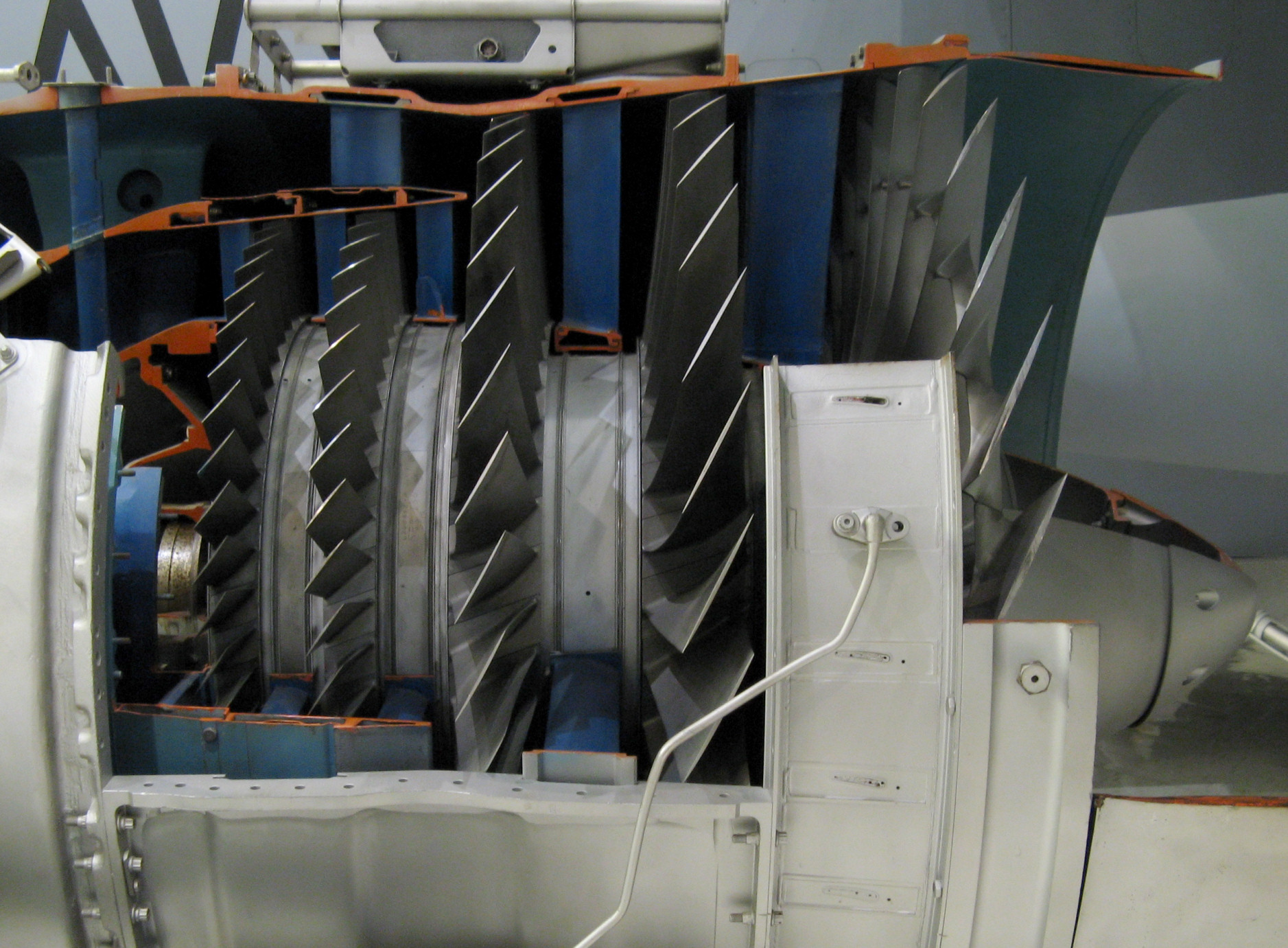
کمپرسور فشار پایین و فَن
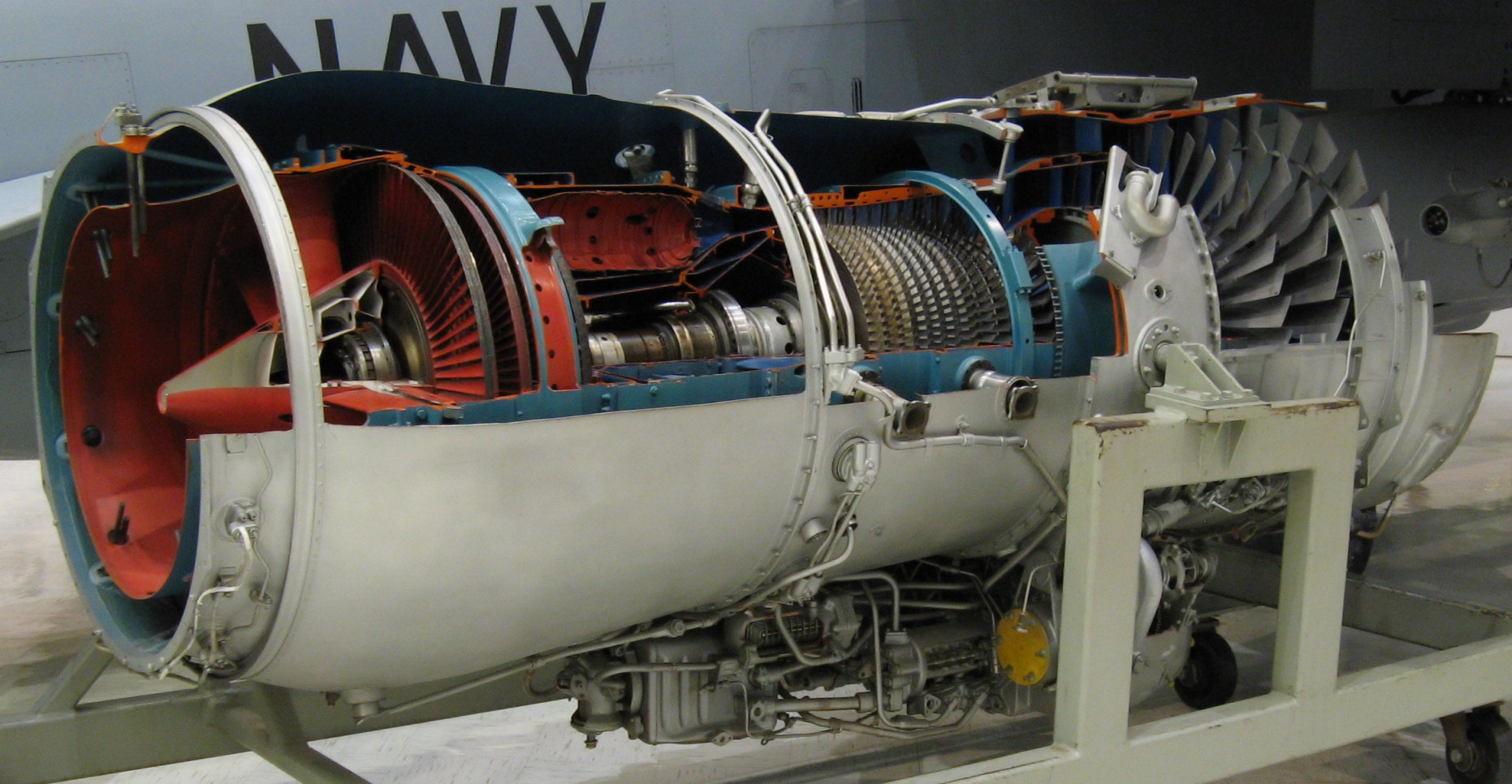
نمای یک موتور تی‌اف-۳۰ برش خورده